# Trupanea artemisiae
Trupanea artemisiae är en tvåvingeart som beskrevs av Hardy 1980. Trupanea artemisiae ingår i släktet Trupanea och familjen borrflugor. Inga underarter finns listade i Catalogue of Life.